# Moonglow (album, Avantasia)
Moonglow je osmé studiové album metalové opery Avantasia. Vydáno bylo 15. února 2019 prostřednictvím společnosti Nuclear Blast. Skladatel Tobias Sammet na něm začal pracovat na podzim roku 2017, přičemž k oficiálnímu oznámení alba došlo v květnu o rok později. Jako hostující zpěváci se na desce objevili Geoff Tate, Mille Petrozza, Candice Night, Eric Martin, Jørn Lande, Bob Catley, Michael Kiske, Ronnie Atkins, Hansi Kürsch a Herbie Langhans. Doprovodné chorály byly nahrány v hamburském studiu Chefrock Studios. Autorem přebalu alba je Alexander Jansson.

## Seznam skladeb
1. Ghost in the Moon
2. Book of Shallows
3. Moonglow
4. The Raven Child
5. Starlight
6. Invincible
7. Alchemy
8. The Piper at the Gates of Dawn
9. Lavender
10. Requiem for a Dream
11. Maniac
12. Heart (bonus)

## Obsazení
- Tobias Sammet – zpěv, basová kytara
- Sascha Paeth – kytara, basová kytara
- Oliver Hartmann – kytara
- Michael Rodenberg – klávesy
- Felix Bohnke – bicí[7]

Hosté
- Geoff Tate – zpěv
- Mille Petrozza – zpěv
- Eric Martin – zpěv
- Jørn Lande – zpěv
- Bob Catley – zpěv
- Michael Kiske – zpěv
- Ronnie Atkins – zpěv
- Hansi Kürsch – zpěv
- Candice Night – zpěv
- Herbie Langhans – doprovodný zpěv

Technická podpora
- Alexander Jansson – přebal alba